# Hotel Paral.lel
Hotel Paral.lel ist das erste Studioalbum des österreichischen Elektroproduzenten und Klangkünstlers Christian Fennesz, besser bekannt als Fennesz. Es erschien 1997 auf dem Label Mego und wurde 2003 sowie 2007 auf demselben Label wiederveröffentlicht. Auf der Version von 2007 war ein siebenminütiger Bonustrack enthalten, welcher aus dem Jahr 1996 stammt.
Das Cover der CD wurde von Tina Frank gestaltet.

## Stil
Hotel Paral.lel gilt als das experimentellste Album von Fennesz. Die Lieder sind sehr minimalistisch und atonal gehalten. Drones und Glitches sind sehr präsent. Das Lied Nebenraum zum Beispiel besteht für den Großteil der Zeit nur aus einem einzigen Ton, der nach und nach leiser wird und durch eine leise Melodie ersetzt wird. Das Stück aus gilt als das „poppigste“ Stück der Platte.
Das Album war finanziell nicht so erfolgreich wie spätere Fennesz-Alben, zum Beispiel Endless Summer aus dem Jahr 2001. Von Kritikern wurde das Album für seinen Mut gelobt.

## Musikvideos
Ein Musikvideo zu aus wurde 1997 erstellt. Regie führte das Künstlerduo skot. Das Musikvideo wurde in der ZDF-Reihe Fantastic Voyages vom britischen Kunstprofessor und Kritiker Chris Darke analysiert.
Jürgen Moritz und Norbert Pfaffenbichler drehten 1998 ein Musikvideo zu Santora sowie zu traxdata.

## Rezeption
Die Seite Almost Cool schreibt über das Album: "Es ist krachig wie verrückt, aber beinhaltet auch was seiner rhythmischten Arbeiten bisher." Ferner schreibt die Seite, dass zwei seiner bisher besten Titel, nämlich fa und aus, auf der Platte enthalten sei. Almost Cool vergab der Platte 7,25 von 10 Punkten.
Nate Dorr von PopMatters schreibt:

„Es ist das schlagende Herz von Fennesz's bester Musik. Die handgespielten Noten mit Charme, Klarheit und Wärme menschlicher Gefühle, welche in den Ränge experimenteller Noisemusik rar sind.“

Dorr gab der Platte 6 von 10 Punkten.
Sean Cooper schreibt bei allmusic:

„Fennesz spielt Drones, maschinellen Ambient, minimalen experimentellen Techno und abstrakte, beatorientierte Elektroklänge an. Das Album dreht sich um kompositionelle Styles, an die der Künstler klar (und dankend) nur kurzes Interesse hat. Bezugspunkte könnten Main, Porter Ricks, Nonplace Urban Field und Throbbing Gristle sein, jedoch auch andere Mego-Künstler wie General Magic oder Farmers Manual. Fennesz schafft es, eine konsistente Zumutung für stilistische Konventionen zu etablieren, jedoch gleichzeitig auch gut hörbar und alles andere als anmaßend zu wirken.“

Cooper gibt der Platte 4,5 von 5 Punkten.
Das Album gewann 1999 den Prix Ars Electronica Award of Distinction for Digital Musics.

## Titelliste
Alle Lieder wurden von Christian Fennesz komponiert und produziert.
1. s2 – 5.36
2. nebenraum – 4.22
3. zeug – 1.12
4. blok m – 4.18
5. Santora – 5.09
6. dheli plaza – 6.18
7. fa – 4.37
8. Traxdata – 4.11
9. gr_500 – 1.16
10. szabo – 5.27
11. uds – 3.37
12. Herbert missing – 0.35
13. super Feedbacker – 2.25
14. aus – 3.59

### Bonustrack der Wiederveröffentlichung 2007
15. 5 – 6.59
aus Musikvideo – 4.02